# Federal Correctional Complex, Lompoc
Federal Correctional Complex, Lompoc (FCC Lompoc) är ett federalt fängelsekomplex för manliga intagna och är belägen i Lompoc, Kalifornien i USA. Den är underställt den federala fängelsemyndigheten Federal Bureau of Prisons sedan 1998 när FCC Lompoc inrättades.
Komplexet består av:
- United States Penitentiary, Lompoc – Fängelse med medel säkerhet och har 2 098 intagna.[1]
- Federal Correctional Institution, Lompoc – Fängelse med låg säkerhet och har 961 intagna.[2]